# Дженкинс, Генри
Генри Дженкинс (англ. Henry Jenkins, род. 4 июня 1958 года, Атланта) — американский философ и культуролог, профессор коммуникации, журналистики и киноискусства в университете Южной Калифорнии. Одним из первых медиаисследователей, проследил изменения роли аудитории в условиях развития цифровых технологий. Г. Дженкинс изучал проблематику влияния медиа на общество, политику и культуру. Его исследования раскрыли основы успеха социальных сетей, сетевых компьютерных игр, фан-сообществ и объединений пользователей сети Интернет. Дженкинс является автором ряда книг о медиаконвергенции, фан-сообществах и трансмедиа.

## Биография
Г. Дженкинс окончил университет Джорджии по специальности политология и журналистика. Затем он получил степень магистра коммуникационных исследований в Айовском университете и защитил диссертацию в Висконсинском университете в Мадисоне. С 2009 года работает в университете Южной Калифорнии.

## Исследования
Г. Дженкинс исследует взаимоотношения между читателем и текстом, развитие фан-культуры и процессы связанные с созданием вторичного мира
Процесс создания вымышленной вселенной должен стимулировать развитие медиафраншизы, так как подробная детализация даёт возможность множеству различных историй гармонично сочетаться друг с другом.
Г. Дженкинс участвует в проекте New Media Literacy, где он указывает на важность оценки технологического прогресса происходящего вокруг нас и концепции культуры соучастия. Целью проекта является поиск решения проблем, связанных с новыми медиа и культурой соучастия, а именно, как обеспечить современного человека навыками, знаниями и уверенностью в себе, для того чтобы он стал полноправным участником тех культурных трансформаций, которые связаны с новыми технологиями в области медиа. Г. Дженкинс определяет ряд навыков и знаний, которые является основой для конструктивного участия в современной культуре. Феномены, которые он исследует, включают в себя коллективный разум, компьютерные сети, симуляцию, трансмедиа-навигацию и некоторые этические проблемы.
Исследования Г. Дженкинса сосредоточены на том, как в современной культуре используются и объединяются множество различных медиа. Он предполагает, что медиаконвергенция понимается как культурный процесс, а не технологический. Г. Дженкинс рассуждает о медиаконвергенции в своей книге «Convergence Culture: Where Old and New Media Collide» в 2006 году и в рамках программы медиаисследований в Массачусетском технологическом институте.
Г. Дженкинс также исследовал проблематику, связанную с видеоиграми, с точки зрения критической теории. В своей статье «Complete freedom of Movement: Video Games as Gendered Play Spaces» он рассматривает культурную географию пространства видеоигр. Основной вопрос исследования в том, что привлекает мальчиков в видеоиграх и является ли этот интерес идентичным для мальчиков и для девочек.

## Семья
- Жена — Синтия Дженкинс
- Дети — сын, Генри Дженкинс-мл.

## Работы
- Jenkins, Henry (1992). What Made Pistachio Nuts?: Early Sound Comedy and the Vaudeville Aesthetic. New York: Columbia University Press. p. 416. ISBN 0-231-07855-2.
- Jenkins, Henry (1992). Textual Poachers: Television Fans & Participatory Culture. Studies in culture and communication. New York: Routledge. p. 343. ISBN 0-415-90571-0.
- Jenkins, Henry (1995). Classical Hollywood Comedy. AFI film readers. New York: Routledge. p. 430. ISBN 0-415-90639-3.
- Jenkins, Henry (ed. with Justine Cassell) (1998). From Barbie to Mortal Kombat: Gender and Computer Games. Cambridge, Mass: MIT Press. p. 360. ISBN 0-262-03258-9.
- Jenkins, Henry (1998). The Children’s Culture Reader. New York: New York University Press. p. 532. ISBN 0-8147-4231-9.
- Jenkins, Henry (2002). Hop on Pop: The Politics and Pleasures of Popular Culture. Duke University Press. p. 748. ISBN 0-8223-2737-6.
- Jenkins, Henry (2003). Rethinking Media Change: The Aesthetics of Transition. Media in transition. Cambridge, Mass.: MIT Press. p. 404. ISBN 0-262-20146-1.
- Jenkins, Henry (ed. with David Thorburn) (2003). Democracy and New Media. Cambridge, Mass.: MIT Press. p. 385. ISBN 0-262-10101-7.
- Jenkins, Henry (2006). Convergence Culture: Where Old and New Media Collide. New York: New York University Press. p. 308. ISBN 0-8147-4281-5.
- Jenkins, Henry (2006). Fans, Bloggers, and Gamers: Exploring Participatory Culture. New York: New York University Press. p. 279. ISBN 0-8147-4284-X.
- 2006 White Paper Confronting the Challenges of Participatory Culture: Media Education for the 21st Century , .
- Jenkins, Henry (2007). The Wow Climax: Tracing the Emotional Impact of Popular Culture. New York: New York University Press. p. 285. ISBN 0-8147-4282-3.
- Jenkins, Henry (2012), «Quentin Tarantino’s Star Wars? Digital Cinema, Media Convergence, and Participatory Culture.», in Durham, Meenakshi Gigi; Kellner, Douglas, Media and cultural studies: keyworks, Malden: Wiley-Blackwell, pp. 567–568, ISBN 978-0-470-65808-6
- Jenkins, Henry; Ford, Sam; Green, Joshua (2013), Spreadable Media: Creating Meaning and Value in a Networked Culture, New York: New York University Press, ISBN 978-0-8147-4350-8
- Jenkins, Henry; Kelley, Wyn (with Katie Clinton, Jenna McWilliams, Ricardo Pitts-Wiley and Erin Reilly) (2013), Reading in a Participatory Culture: Remixing Moby-Dick for the English Literature Classroom, New York: Teachers College Press, ISBN 9780262513623{{citation}}:  Википедия:Обслуживание CS1 (множественные имена: authors list) (ссылка)
- Jenkins, Henry; Ito, Mizuko; boyd, danah (2015), Participatory Culture in a Networked Era: A Conversation on Youth, Learning, Commerce, and Politics, Cambridge, UK: Polity Press, ISBN 978-0-7456-6070-7
- Jenkins, Henry; Shresthova, Sangita; Gamber-Thompson, Liana; Kligler-Vilenchik, Neta; Zimmerman, Arely (2016), By Any Media Necessary: The New Youth Activism, Connected Youth and Digital Futures, New York: New York University Press, ISBN 978-1-4798-9998-2